# Uwe Reimer
Uwe Reimer (* 16. Februar 1948 in Hamburg; † 23. Februar 2004 in Göttingen) war ein deutscher Autor, der zahlreiche Bücher zu geschichtlichen und sozialkundlichen Themen verfasste.

## Leben
Uwe Reimer wurde 1948 in Hamburg geboren. Er besuchte das Gymnasium Altona, an dem er 1967 sein Abitur machte. Er studierte Geschichte und Philosophie an der Ludwig-Maximilians-Universität in München, wo er seinen späteren Co-Autoren Lutz Tornow kennenlernte, mit dem er bis zu seinem Lebensende in Freundschaft verbunden war. Uwe Reimer promovierte 1978.
Seine erste Buchveröffentlichung in zwei Bänden, Alltag unterm Hakenkreuz (1980), wurde in Deutschland als zu unkritisch kritisiert. In Japan fand Reimers Darstellung des Nationalsozialismus dagegen mehr Anhänger, so dass das Buch übersetzt (siehe DDB) und zeitweise im Schulunterricht eingesetzt wurde. Reimers folgende Werke fanden zunächst wenig Beachtung, bis ihm in Zusammenarbeit mit Lutz Tornow mit Die USA (1992) ein vielerseits gelobtes Werk gelang.
Wegen gesundheitlicher Probleme zog er sich in das Familienleben mit seiner Ehefrau und seinen beiden Kindern zurück und war nur noch in geringem Maße schriftstellerisch tätig.  Uwe Reimer starb 2004 in Göttingen.

## Sonstiges
Die beschriebene Persönlichkeit ist nicht zu verwechseln mit Uwe Detlev Reimer, einem Rector Johannei (Direktor des Johanneums).

## Werke (Auswahl)
- mit Harald Focke: Alltag unterm Hakenkreuz. Wie die Nazis das Leben der Deutschen veränderten, Reinbek: Rowohlt, 1979, ISBN 349914431X
- mit Harald Focke: Alltag der Entrechteten. Wie die Nazis mit ihren Gegnern umgingen (Alltag unterm Hakenkreuz II), Reinbek: Rowohlt, 1980, ISBN 3499146258
- mit Lutz Tornow: Die USA, Frankfurt: Diesterweg, 1992, ISBN 3425032585